# 溝牙田鼠屬
溝牙田鼠屬（Proedromys），哺乳綱、囓齒目、倉鼠科的一屬，而與溝牙田鼠屬（溝牙田鼠）同科的動物尚有澤旅鼠屬（南澤旅鼠）、小鼠屬（史氏小鼠）等之數種哺乳動物。

## 种
- 沟牙田鼠 Proedromys bedfordi
- Proedromys liangshanensis